# Problème de Ramsey-Boiteux
 (novembre 2011).
Si vous disposez d'ouvrages ou d'articles de référence ou si vous connaissez des sites web de qualité traitant du thème abordé ici, merci de compléter l'article en donnant les références utiles à sa vérifiabilité et en les liant à la section « Notes et références ».
La règle de Ramsey-Boiteux postule qu'un monopole naturel fait des pertes s’il doit fixer son prix à son coût marginal (car il a un coût initial important qu’il doit absorber). Ce monopole naturel va donc essayer de parvenir à l’équilibre. Il doit donc utiliser une tarification qualifiée de second rang, qui est supérieure au coût marginal et inversement proportionnelle à l’élasticité de la demande : l’idée est de récupérer les coûts fixes sur les services les moins élastiques (tarification non linéaire qui pèsent plus sur les usagers captifs). Cette règle est due aux économistes et mathématiciens Franck Ramsey et Marcel Boiteux ayant vécu au xxe siècle.
Dans sa version originale, Ramsey indique que la tarification doit être inversement proportionnelle à l'élasticité de la demande et de l'offre.